# Mohamad Haidar
Mohamad Faouzi Haidar (in arabo محمد فوزي حيدر‎?; Tiro, 8 novembre 1989) è un calciatore libanese, attaccante dell'Ahed e della Nazionale libanese.

## Carriera

### Club
Ha giocato nel campionato libanese, saudita e iracheno.

### Nazionale
Con la Nazionale libanese ha esordito nel 2011 e preso parte alla Coppa d'Asia 2019.

## Statistiche

### Cronologia presenze in nazionale
| Cronologia completa delle presenze e delle reti in nazionale ― Libano | Cronologia completa delle presenze e delle reti in nazionale ― Libano | Cronologia completa delle presenze e delle reti in nazionale ― Libano | Cronologia completa delle presenze e delle reti in nazionale ― Libano | Cronologia completa delle presenze e delle reti in nazionale ― Libano | Cronologia completa delle presenze e delle reti in nazionale ― Libano | Cronologia completa delle presenze e delle reti in nazionale ― Libano | Cronologia completa delle presenze e delle reti in nazionale ― Libano |
| Data                                                                  | Città                                                                 | In casa                                                               | Risultato                                                             | Ospiti                                                                | Competizione                                                          | Reti                                                                  | Note                                                                  |
| --------------------------------------------------------------------- | --------------------------------------------------------------------- | --------------------------------------------------------------------- | --------------------------------------------------------------------- | --------------------------------------------------------------------- | --------------------------------------------------------------------- | --------------------------------------------------------------------- | --------------------------------------------------------------------- |
| 09-01-2019                                                            | al-'Ayn                                                               | Qatar                                                                 | 2 – 0                                                                 | Libano                                                                | Coppa d'Asia 2019 - 1º turno                                          | -                                                                     | 84’                                                                   |
| 12-01-2019                                                            | Dubai                                                                 | Libano                                                                | 0 – 2                                                                 | Arabia Saudita                                                        | Coppa d'Asia 2019 - 1º turno                                          | -                                                                     | 82’ 87’                                                               |
| 17-01-2019                                                            | Sharjah                                                               | Libano                                                                | 4 – 1                                                                 | Corea del Nord                                                        | Coppa d'Asia 2019 - 1º turno                                          | -                                                                     | 90+9’                                                                 |
| 12-06-2021                                                            | Goyang                                                                | Corea del Sud                                                         | 2 – 1                                                                 | Libano                                                                | Qual. Mondiali 2022                                                   | -                                                                     | 73’                                                                   |
| 12-10-2023                                                            | Podgorica                                                             | Montenegro                                                            | 3 – 2                                                                 | Libano                                                                | Amichevole                                                            | -                                                                     | 60’                                                                   |
| Totale                                                                |                                                                       | Presenze                                                              | 5                                                                     |                                                                       | Reti                                                                  | 0                                                                     |                                                                       |

## Palmarès

### Club

#### Competizioni nazionali
- Supercoppa di Libano: 1

Al-Ahed: 2019

#### Competizioni internazionali
- Coppa dell'AFC: 1

Al-Ahed: 2019